# Saint-Romain-en-Jarez

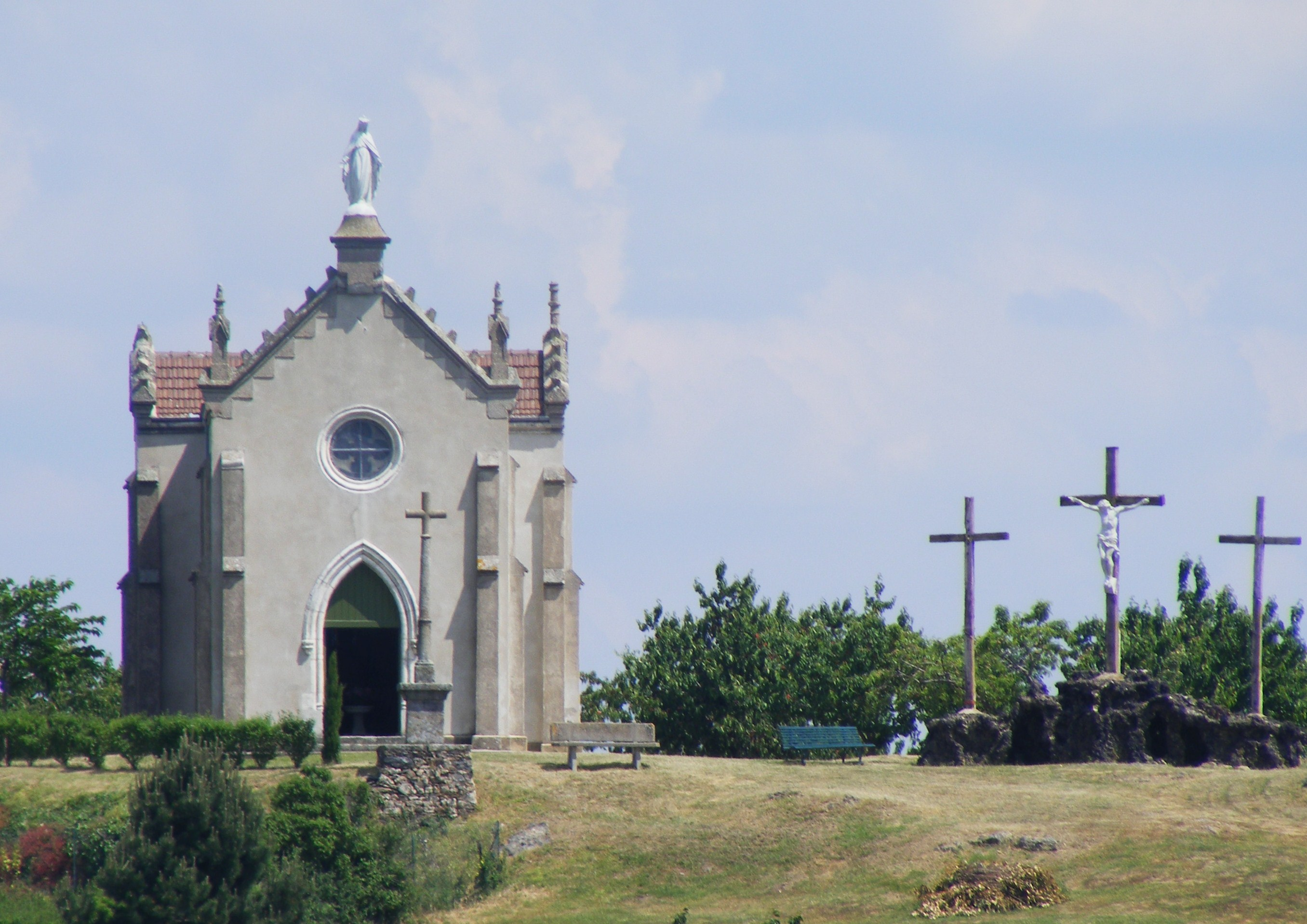
Kaplica w Saint-Romain-en-Jarez, 2009

Saint-Romain-en-Jarez – miejscowość i gmina we Francji, w regionie Owernia-Rodan-Alpy, w departamencie Loara.
Według danych na rok 1990 gminę zamieszkiwało 813 osób, a gęstość zaludnienia wynosiła 48 osób/km² (wśród 2880 gmin regionu Rodan-Alpy Saint-Romain-en-Jarez plasuje się na 897. miejscu pod względem liczby ludności, natomiast pod względem powierzchni na miejscu 654.).